# تپه سراب جونقان
تپه سراب جونقان مربوط به هزاره اول قبل از میلاد است و در جونقان، در دامنه کوه جهان بین واقع شده و این اثر در تاریخ ۲۴ فروردین ۱۳۸۲ با شمارهٔ ثبت ۸۲۳۳ به‌عنوان یکی از آثار ملی ایران به ثبت رسیده است.